# Вулиця Поетична (Львів)
Вулиця Поетична — вулиця у Личаківському районі міста Львів, місцевість Великі Кривчиці. Пролягає від вулиці Богданівської до вулиці Бігової.

## Історія та забудова
Вулиця виникла у складі селища Кривчиці, мала назву вулиця Франка, на честь українського письменника і поета Івана Франка. У 1962 році, коли Кривчиці увійшли до складу Львова, отримала сучасну назву — Поетична.
Забудована одноповерховими будинками 1930-х—1960-х років та приватними садибами 2000-х років.